# 1565
| [ Edytuj tabelę ]              | |
| Król Polski                    | - 1530 Zygmunt II August 1572 |
| Współksiążęta Andory           | - 1561 Pere de Castellet 1571 - 1555 Joanna d’Albret 1572 |
| Król Anglii                    | - 1558 Elżbieta I 1603 |
| Elektor Brandenburgii          | - 1535 Joachim II Hektor 1571 |
| Książę Bawarii                 | - 1550 Albrecht V 1579 |
| Sułtan Brunei                  | - 1521 Abdul Kahar 1575 |
| Cesarz Chin                    | - 1521 Jiajing 1566 |
| Król Czech                     | - 1564 Maksymilian II Habsburg 1576 |
| Król Danii                     | - 1559 Fryderyk II 1588 |
| Dalajlama                      | - 1543 Sonam Gjaco 1588 |
| Cesarz Etiopii                 | - 1563 Sertse Dyngyl 1597 |
| Król Francji                   | - 1560 Karol IX 1574 |
| Król Hiszpanii                 | - 1556 Filip II 1598 |
| Hrabia Holandii                | - 1555 Filip II Habsburg 1572 |
| Stadhouder Holandii            | - 1559 Wilhelm Orański 1567 |
| Szach Iranu                    | - 1524 Tahmasp I 1576 |
| Państwo Wielkich Mogołów       | - 1556 Akbar 1605 |
| Władca Inków                   | - 1558 Titu Cusi Yupanqui 1571 |
| Król Irlandii                  | - 1558 Elżbieta I Tudor 1570 |
| Cesarz Japonii                 | - 1557 Ōgimachi 1586 |
| Kalif                          | - 1520 Sulejman I 1566 |
| Patriarcha Konstantynopola     | - 1565 Metrofan III 1572 |
| Władca Korei                   | - 1545 Myŏngjong 1567 |
| Książę Kurlandii i Semigalii   | - 1561 Gotthard Kettler 1587 |
| Wielki książę litewski         | - 1530 Zygmunt August 1569 |
| Sułtan Maroka                  | - 1557 Abdullah al-Ghalib 1574 |
| Senior Monako                  | - 1532 Honoriusz I 1581 |
| Król Nawarry                   | - 1555 Joanna d’Albret 1572 |
| Król Norwegii                  | - 1559 Fryderyk II 1588 |
| Sułtan Omanu                   | - 1560 Abd Allah ibn Muhammad 1624 |
| Elektor Palatynatu             | - 1559 Fryderyk III 1576 |
| Papież                         | - 1559 Pius IV 1565 |
| Książę Parmy i Piacenzy        | - 1556 Oktawiusz Farnese 1586 |
| Król Portugalii                | - 1557 Sebastian 1578 |
| Książę w Prusach               | - 1525 Albrecht 1568 |
| Car Rosji                      | - 1547 Iwan IV Groźny 1584 |
| Cesarz Rzymski (niemiecki)     | - 1564 Maksymilian II Habsburg 1576 |
| Kapitanowie Regenci San Marino | - 1564 Antonio Brancuti Benedetto di Bianco 1565 - 1565 Vincenzo Gombertini Giacomo di Evangelista Belluzzi 1565 - 1565 Bonetto di Marino Bonetti Marino Bonelli 1566 |
| Elektor Saksonii               | - 1553 August Wettyn 1586 |
| Król Szkocji                   | - 1542 Maria Stuart 1567 |
| Król Szwecji                   | - 1560 Eryk XIV Waza 1568 |
| Król Tajlandii                 | - 1548 Phra Maha Chakkraphat 1568 |
| Sułtan Turków                  | - 1520 Sulejman Wspaniały 1566 |
| Doża Wenecji                   | - 1559 Giorolamo Priuli 1567 |
| Król Węgier                    | - 1540 Jan II Zygmunt Zápolya 1571 - 1563 Maksymilian II 1576 |

Rok 1565 / MDLXV
stulecia: XV wiek ~
XVI wiek ~
XVII wiek

lata: 1555 «
1560 «
1561 «
1562 «
1563 «
1564 «
1565
» 1566
» 1567
» 1568
» 1569
» 1570
» 1575

## Wydarzenia w Polsce
- 18 stycznia–14 kwietnia – w Piotrkowie obradował sejm[1].
- W Wilnie zebrał się sejm walny Wielkiego Księstwa Litewskiego[2]
- 30 grudnia – na Litwie wprowadzono powiaty będące podstawą organizacji sejmików i sejmu. Również senat oraz sądownictwo zostały przekształcone na wzór polski.

- Zwolnienie szlachty od ceł.
- Kardynał Stanisław Hozjusz sprowadził jezuitów do Braniewa.

## Wydarzenia na świecie
- 26 stycznia – armia koalicji sułtanatów dekańskich rozgromiła armię Królestwa Widźajanagaru w bitwie pod Talikotą na południu Indii.
- 1 marca – zostało założone Rio de Janeiro.
- 27 kwietnia – wyspa Cebu została pierwszą kolonią hiszpańską na Filipinach.
- 18 maja-8 września – Wielkie Oblężenie Malty, tzw. Great Siege.
- 23 czerwca – korsarz i admirał floty osmańskiej Turgut zmarł w wyniku ran odniesionych w czasie wielkiego oblężenia Malty.
- 29 lipca – królowa Szkocji Maria I Stuart wyszła za mąż za swego kuzyna Henryka Stuarta, lorda Darnley.
- 28 sierpnia – Pedro Menéndez de Avilés założył St. Augustine na Florydzie, obecnie najstarsze miasto USA.
- 8 września – Turcy Osmańscy ewakuowali się z Malty po kilkumiesięcznym, zakończonym ich wielkimi stratami oblężeniu.
- 20 października – I wojna północna: zwycięstwo Duńczyków nad Szwedami w bitwie pod Axtorna.

## Urodzili się
- 21 stycznia – Maria Anna od Jezusa Navarro, hiszpańska Błogosławiona Kościoła katolickiego (zm. 1624)
- 23 marca – Eilhardus Lubinus, matematyk i kartograf niemiecki, również poeta i teolog protestancki (zm. 1621)
- 2 kwietnia – Cornelis de Houtman, holenderski żeglarz i odkrywca (zm. 1599)
- 12 października – Hipolit Galantini, włoski katecheta, założyciel Bractwa doktryny Chrześcijańskiej (zm. 1619)
- 30 listopada – Piotr Fourier, kanonik laterański, święty Kościoła katolickiego (zm. 1640)

- data dzienna nieznana:
- Luis de Aliaga, hiszpański dominikanin (zm. 1626)
- Iwan Bołotnikow, przywódca powstania antyfeudalnego w Rosji (ur. 1608)
- Georg Wilhelm von Braun, władca sycowskiego wolnego państwa stanowego (zm. 1594)
- Jacob de Gheyn II, holenderski malarz i grawer (zm. 1629)
- Jan Ingram, błogosławiony, męczennik, ksiądz katolicki, konwertyta (zm. 1594)
- Stanisław Kołakowski, polski doktor medycyny i filozofii (ur. ok. 1565) (zm. 1622)
- Paweł Miki, japoński jezuita (SJ), męczennik chrześcijański Kościoła katolickiego (zm. 1597)
- Pedro Fernández de Quirós, hiszpański żeglarz i nawigator pochodzenia portugalskiego (zm. 1614)
- Wojciech Łubieński, był kanonikiem gnieźnieńskim, krakowskim i płockim (zm. 1640)
- Paweł Stefan Sapieha, koniuszy wielki litewski, podkanclerzy litewski (zm. 1635)
- Joel Sirkes, talmudysta, znawca prawa halachicznego (zm. 1641)
- Andrzej Wojdowski, polski naukowiec i duchowny braci polskich (zm. 1622).

## Zmarli
- 23 stycznia – Genadiusz Mnich, święty prawosławny (ur. początek XVI w.)
- 27 kwietnia – Katarzyna z Czarnogóry, serbsko-chorwacka Błogosławiona Kościoła katolickiego (ur. 1493)
- 12 czerwca – Adrianus Turnebus, francuski humanista, nauczyciel greki, poeta, wydawca (ur. 1512)
- 23 czerwca – Turgut, turecki korsarz i admirał floty osmańskiej (ur. ok. 1485)
- 5 października – Lodovico Ferrari, włoski matematyk (ur. 1522)
- 9 grudnia – Pius IV, papież (ur. 1499)
- 13 grudnia – Konrad Gesner, szwajcarski lekarz, przyrodnik, bibliograf, filolog, lingwista, leksykolog (ur. 1516)

- data dzienna nieznana:
- Krzysztof Kobylański, magnat, poeta renesansowy (wczesnohumanistyczny) polsko-łaciński (ur. 1520)
- Andrzej Kościelecki (1522–1565), dworzanin królewski, starosta bydgoski (ur. 1522).